# 疋田駅
疋田駅（ひきだえき）は、かつて福井県敦賀市疋田に存在した日本国有鉄道（国鉄）柳ヶ瀬線の駅である。

## 概要
北陸本線が長浜から金ヶ崎（敦賀港駅）まで延伸した時に設置された。1957年（昭和32年）に本線が路線変更になったため支線の駅となった。駅の北側に新旧合流地点があり、本線との振り分けはそれより更に敦賀よりに新設された鳩原信号場で制御された。その後、1963年（昭和38年）に衣掛隧道ループ線が本線上り用として開通すると、敦賀 - 新旧合流地点までは本線下り線用となり、柳ヶ瀬線として共用していた敦賀 - 当駅間は休止扱いとされ、国鉄バス路線に転換となった。そして、翌年5月には柳ヶ瀬線そのものが全線廃線となった。
新疋田駅はこの駅より700m離れた山間部に位置し、当初は併存していたこともあり代替駅とは見なされない。当駅 - 新疋田間の連絡バスもなかった。乗客の流れも新疋田駅には向かわず、敦賀 - 当駅間代替バスの需要が主だったが、国鉄バスを引き継いだJRバスは2002年に廃線。現在は敦賀市コミュニティバス愛発線が運行されている。

## 歴史
- 1882年（明治15年）3月10日：国有鉄道の駅（一般駅）として開業[1]。
- 1909年（明治42年）10月12日：線路名称制定、北陸本線所属駅となる。
- 1957年（昭和32年）10月1日：木ノ本 - 敦賀間の現行線開通に伴い、柳ヶ瀬線に所属線を変更[2]。同時に貨物・荷物の取扱を廃止、駅員無配置の旅客駅となる[2]。
- 1963年（昭和38年）10月1日：当駅 - 敦賀間休止、バス転換[1]。
- 1964年（昭和39年）5月11日：柳ヶ瀬線廃止に伴い廃止[1]。

## 駅構造
北陸本線時代は相対式ホーム2面3線であった。柳ヶ瀬線時代には交換設備は撤去され、単式ホーム1面1線となっていた。

## 利用状況
| 年度               | 1日平均乗車人員 |
| ------------------ | --------------- |
| 1957年（昭和33年） | 151             |
| 1958年（昭和34年） |                 |
| 1959年（昭和35年） |                 |
| 1960年（昭和36年） | 71              |
| 1961年（昭和36年） | 30              |
| 1962年（昭和37年） | 47              |
| 1963年（昭和38年） | 26              |
| 1964年（昭和39年） | 61              |

## 駅跡地

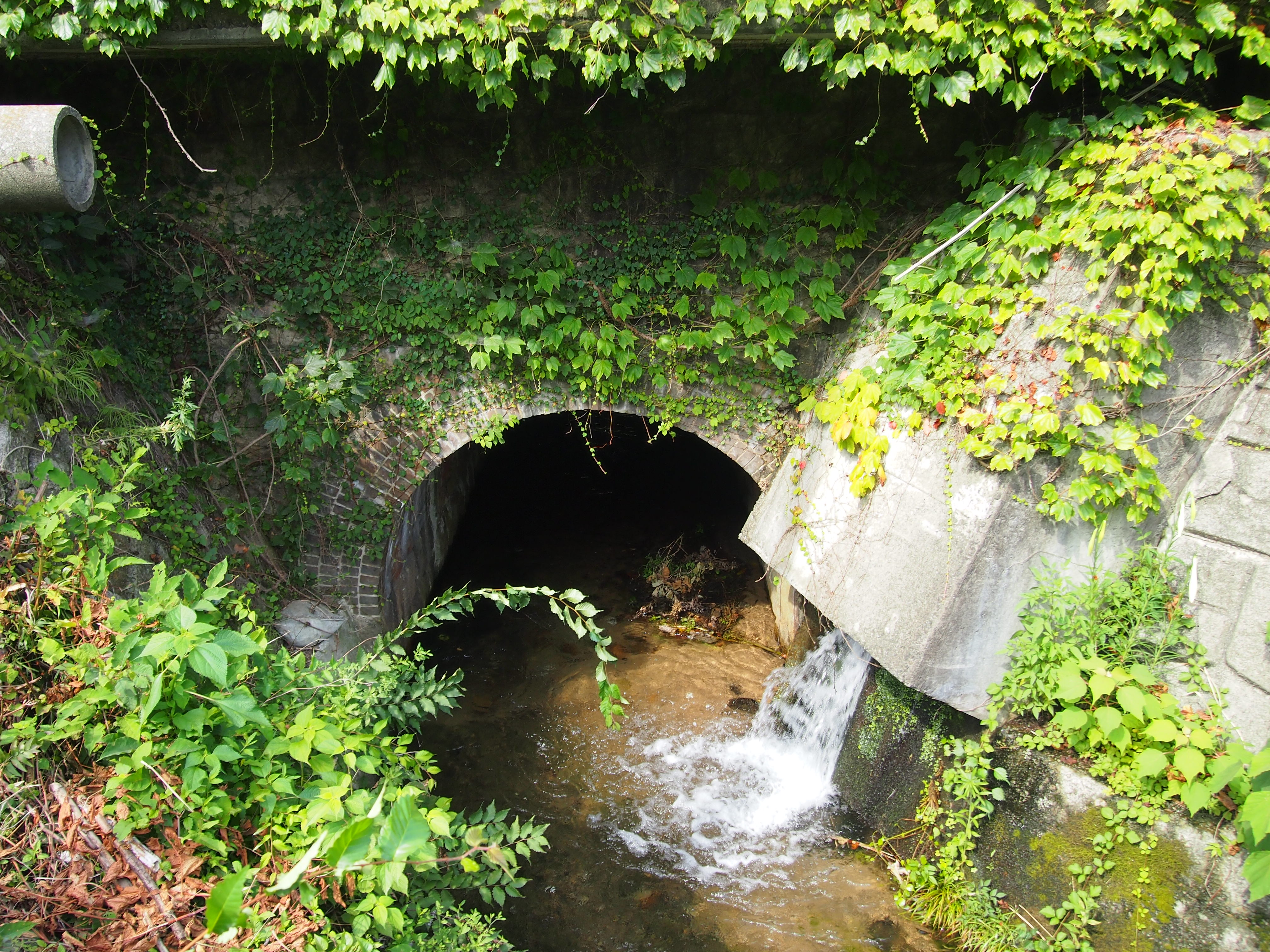
レンガ積みの水路遺構

当駅 - 雁が谷駅路盤は国鉄バス専用道路に転用されたが北陸道建設時に明け渡した。上り線ホームは支線移行時に更地に、生き残った下り線ホームには愛発幼稚園が建てられ、現在は公民館となっているが、当時のホームの石積みが残っている。さらに駅跡から200 mほど西には、当時のレンガ積みのアーチ状の水路遺構も残る。麻生 - 当駅間では旧柳ヶ瀬線と旧国道8号がところどころで交錯していたが大半は谷間の両側に位置していて現在の国道8号とはほとんど一致しない。今では農道もしくは川沿いの茂みと化している。旧麻生トンネルは切り通し化された。更新の遅れか、国土地理院の地図でも旧線が廃止になるまで新線は記載されなかった。2018年（平成30年）10月、駅跡地に駅名標を模した看板が設置された。

## 隣の駅
日本国有鉄道
柳ヶ瀬線
刀根駅 - 疋田駅 - （鳩原信号場） -  敦賀駅